# His Supreme Moment
His Supreme Moment es una película dramática muda estadounidense de 1925 con secuencias filmadas en Technicolor, protagonizada por Blanche Sweet y Ronald Colman, dirigida por George Fitzmaurice y producida por Samuel Goldwyn. Anna May Wong tiene un pequeño papel como una chica del harén que aparece en una obra de teatro. La película se considera actualmente como perdida.

## Trama
Como se describe en una reseña de una revista de cine, el ingeniero John Douglas regresa a la ciudad de Nueva York desde América del Sur en busca de respaldo financiero para una mina. Conoce a la estrella de teatro Carla King cuando asiste al teatro con su amigo Harry Avon y la joven heredera Sara Deeping. La heredera se compromete a proporcionar en secreto respaldo financiero para la mina. John está enamorado de Carla y desea casarse con ella, pero, temerosa del amor, ella le propone regresar a Sudamérica y se hace pasar por su "hermana". Él acepta su plan. Después de un año en Sudamérica, Carla se enferma. Sara decide visitar a Douglas, pero cuando encuentra a Carla con él, obtiene su promesa de regresar a la ciudad de Nueva York. Habiendo fallado su plan, John y Carla regresan. En la ciudad de Nueva York, Sara intriga con éxito a John para que él crea que la ama. Carla descubre que su madre está protagonizada en su obra de Broadway y surgen celos entre ellas. Se vuelven coprotagonistas en otra producción. La madre finalmente se da cuenta de su error y envía a buscar a John. Se compromete con Carla cuando descubre que ella lo ama. Luego regresan a América del Sur con respaldo financiero independiente.

## Reparto
- Blanche Sweet como Carla King
- Ronald Colman como John Douglas
- Kathleen Myers como Sara Deeping
- Belle Bennett como Carla Light
- Cyril Chadwick como Harry Avon
- Ned Sparks como Adrian
- Nick De Ruiz como Mueva
- Kalla Pasha como Pasha (dentro de la obra de teatro)
- Jane Winton
- Anna May Wong como Chica del Harén (dentro de la obra de teatro)